# Cadet de la République

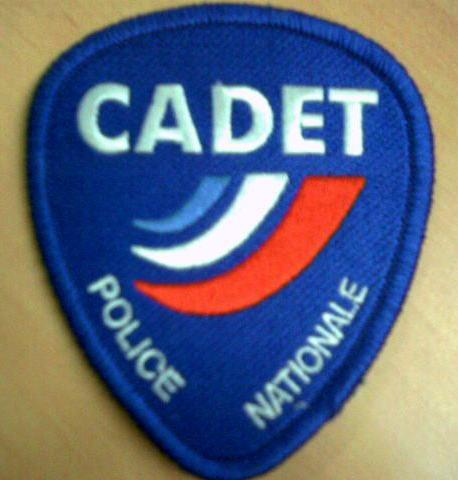
Écusson des Cadets de la République.

En France, un cadet de la République est un policier adjoint qui bénéficie d'une formation renforcée pour préparer le concours de gardien de la paix. Son statut « policier adjoint - cadet de la République, option : Police nationale » est défini par le décret n° 2004-1415 du 23 décembre 2004. Il n'est pas fonctionnaire mais agent contractuel.

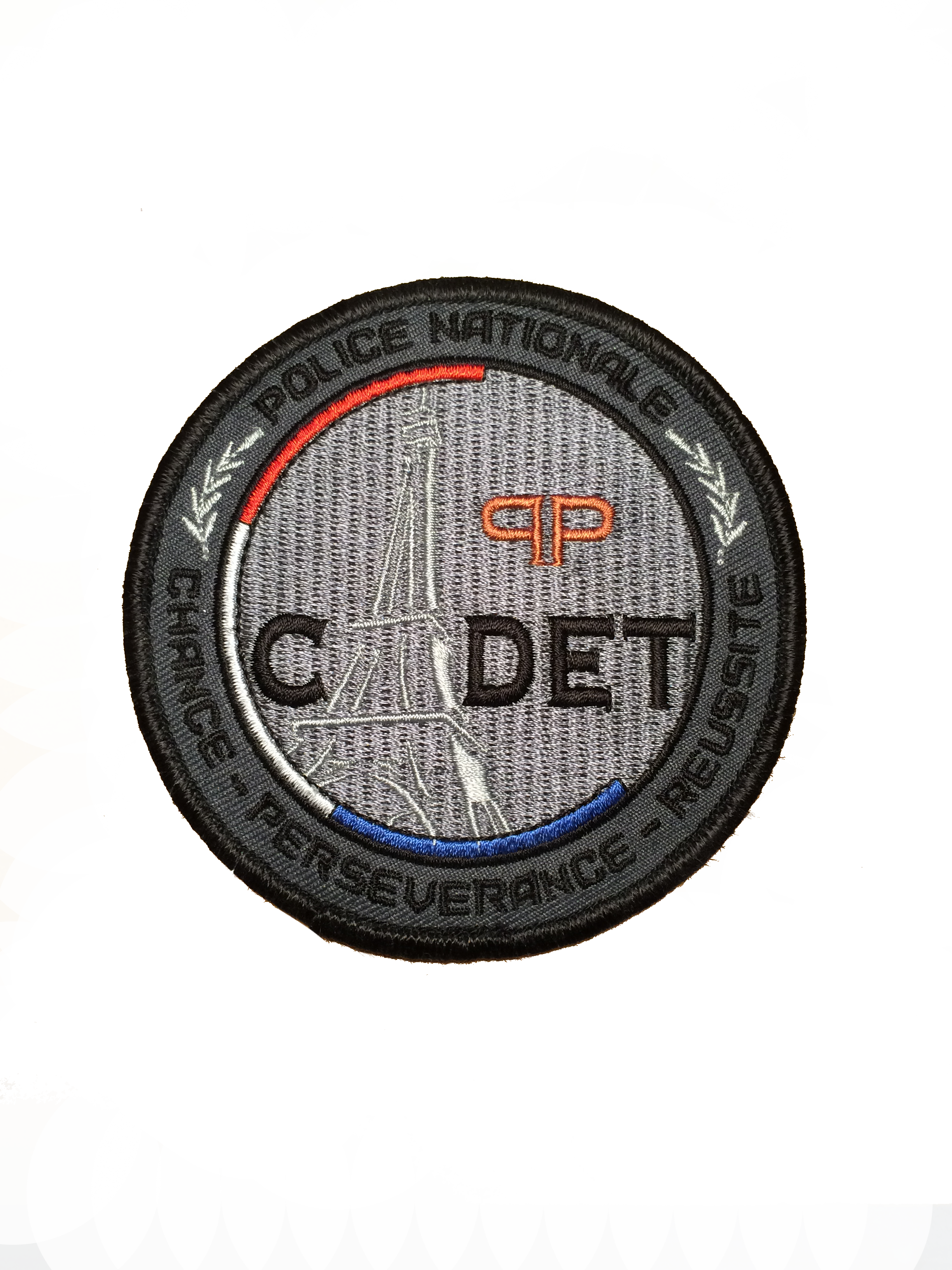
L'écusson des Cadets de la République de la Préfecture de Police de Paris mis en place à partir de la 8e promotion des Cadets.

## Recrutement
Ce programme permet de préparer pendant un an le concours interne de gardien de la paix.
Il n'existe pas de condition de diplôme pour postuler chez les Cadets de la République.
Les épreuves de sélection sont les suivantes : tests psychotechniques, entretien face à un jury, visite médicale et enquête de moralité et un test sportif (test Luc Léger + test de résistance musculaire par isométrie).
Conditions exigées :
- être de nationalité française et jouir de ses droits civiques
- être âgé de 18 ans à 30 ans
- satisfaire aux conditions de moralité exigées pour les personnels de la police nationale ; « les mentions portées au bulletin n° 2 de son casier judiciaire ne doivent pas être incompatibles avec l'exercice de ses fonctions », précise le décret
- être en position régulière au regard du code du service national
- avoir une bonne condition physique

## Historique
Le programme des cadets de la république est issu d'un projet entrepris en 2004 par Nicolas Sarkozy qui était Ministre de l'intérieur et de l'aménagement du territoire et par Azouz Begag, alors Ministre délégué à la promotion de l'égalité des chances. Ce programme a pour objectif de promouvoir l'égalité des chances au sein de la police nationale en permettant à des jeunes n'étant pas munis du baccalauréat de se préparer aux concours de gardien de la paix. C'est donc un dispositif à vocation sociale.
La première promotion des Cadets de la République a débuté en septembre 2005.

## Statut
Les Cadets de la République sont des agents contractuels de droit public, ils ont le statut de policier adjoint et signent un contrat de 3 ans renouvelable une fois, soit 6 ans au total. Les cadets perçoivent une allocation d'études fixée à 50 % du SMIC (497 € net au 1er juillet 2007) pendant leurs 12 mois de formation. La scolarité peut être effectuée en internat ou en externat en fonction de leur école de police.

## Qualification judiciaire
Les cadets sont agents de police judiciaire adjoints au sens de l'article 21.1°ter du code de procédure pénale. Ils ont donc le droit pendant leurs deuxième et troisième stages de constater certaines infractions, ils assistent les APJ et les OPJ dans leurs missions, et doivent leur rendre compte.

## Formation et enseignement
Ils reçoivent une formation pendant un an en alternance entre lycée professionnel et école de police (ENP, CFP ou CDSF[Quoi ?]) et effectuent 3 stages d’une durée totale de 7 semaines en commissariat.
Ils reçoivent un enseignement de français, anglais, histoire-géographie, mathématique et informatique au lycée. 
En formation de police, la formation nécessaire à la réussite de leurs concours et à leur futur emploi d'adjoint de sécurité comprend plusieurs matières : 
- cours théoriques : sur les structures de la Police nationale, le droit pénal général, le droit pénal spécial et le Code de la route ;
- cours pratiques : sports, tir et armement, techniques d'intervention, techniques de sécurité en intervention, secourisme.

L'uniforme des cadets de la République est légèrement différent de celui des fonctionnaires de police et des policiers adjoints. Celui des cadets comporte un polo blanc (différent du polo Police nationale) avec l'écusson bleu Cadet, leur casquette est également siglée Cadet (et non Police), enfin  ils ne portent pas d'épaulettes ni d'insigne de poitrine avec leur blouson ou leur pull.

## Débouchés
Ils passent le concours interne de Gardien de la Paix au bout d'un an de formation préparatoire. Leur faculté de réussite est alors plus importante qu'un ADS passant le concours interne n'ayant pas suivi la formation cadet. Il faut savoir qu'à cause de la RGPP (Révision Générale des Politiques Publiques), le taux de réussite au concours n'était que de l'ordre de 20 %. [Quand ?]
Ils exercent pleinement leurs missions de Policier adjoint à l’issue de cette année de formation indépendamment de leurs résultats au concours de gardien de la paix.

## Brigade de sapeurs-pompiers de Paris
La Brigade de sapeurs-pompiers de Paris (BSPP) met en place son dispositif de « jeunes sapeurs pompiers de Paris » à compter du mois de mars 2005. Cette formule est ouverte aux jeunes personnes vivants à Paris et dans les départements limitrophes âgés d'au moins quatorze ans.
Ce dispositif a pour but de sensibiliser sans salaire des adolescents à la sécurité et éventuellement les familiariser avec le métier de pompier.
Les cadets de la République à la BSPP sont eux, par ailleurs, des jeunes qui sont salariés comme les cadets de police. Ils participent aux opérations.

## Sources
- Décret n° 2000-800 du 24 août 2000 relatif aux adjoints de sécurité
- Décret n° 2004-1415 du 23 décembre 2004
- Arrêté du 1er juillet 2005 fixant le montant mensuel de l'allocation d'études pour les adjoints de sécurité
- Dépliant de la Préfecture de Police
- Archive du Ministère de l'Intérieur sur la remise du rapport de Azouz Begag